# Stall
 Der er for få eller ingen kildehenvisninger i denne artikel, hvilket er et problem. Du kan hjælpe ved at angive troværdige kilder til de påstande, som fremføres i artiklen.

Et stall (fra engelsk) er det fænomen, at en eller flere af en flyvemaskines vinger mister deres opdrift, fordi indfaldsvinklen bliver for stor, hvorved luftstrømmen ikke følger vingens profil. Alle flyvinger har en såkaldt kritisk vinkel, hvor et stall indtræffer; denne varierer fra flytype til flytype og afhænger bl.a. af vingens profil.
Ved landing ønsker piloten at komme ind over landingsbanen med så tilpas lav fart, at flyet kan nå at "løbe farten af sig" indenfor banens længde. For at opretholde opdriften ved den lavere fart må piloten hæve flyets næse. Ved lavere hastighed gennem luften vil indfaldsvinklen i de fleste tilfælde øges, hvorved flyet kommer tættere på den kritiske indfaldsvinkel. Ligeledes flyves der langsomt og som oftest med høj indfaldsvinkel under start, hvorved start og landing (og generelt flyvning nær ved jorden) er de dele af en flyvning, hvor det er mest kritisk, hvis flyet staller.
Alle piloter bliver som en del af deres uddannelse trænet i at genkende "symptomerne" på et nært forestående stall og i, hvordan man redder sig ud af stallet, hvis det indtræffer. Alle flytyper er desuden konstrueret med henblik på at undgå stall og sørger for, at flyet nemt kan forlade den stallede situation i tilfælde, hvor indfaldsvinklen øges over den kritiske grænse.
En speciel variant af stallet er det såkaldte spin, hvor flyet snurrer rundt om sig selv, således at den ene vinge stadig skaber opdrift, mens den anden er stallet. Fremgangsmåden for at komme ud af et spin er anderledes, end den er for at komme ud af et stall, og det er derfor vigtigt, at piloten kan kende forskel på de to og handle instinktivt, hvis en farlig situation skulle opstå.
Til at advare piloten om et forestående stall findes der diverse alarmer. En lille elmotor i styrepinden får den til at ryste (stick shaker), et horn kan lyde i cockpittet, og en syntetisk stemme kan gentage "stall – stall – stall". Disse er dog kun ekstra hjælpemidler, idet flyet lige omkring stall-grænsen vil ryste, og trykket på rorene (som følge af den faldende luftstrømning omkring vingen) vil være forholdsvis lille – symptomer, som piloten bliver undervist i at kunne genkende.